# Grote Polder (Zoeterwoude)
Het waterschap Grote Polder was een waterschap in de gemeente Zoeterwoude in de Nederlandse provincie Zuid-Holland.
Het waterschap was verantwoordelijk voor de vervening, drooglegging en later de waterhuishouding in de polders. Het waterschap ging in 1979 op in waterschap de Ommedijck.